# Judo op de Pan-Amerikaanse Spelen 2015
Judo is een van de sporten die beoefend werden tijdens de Pan-Amerikaanse Spelen 2015 in Mississauga, Canada. Het toernooi in het Hershey Centre begon op 11 juli en eindigde op 14 juli. Aan het evenement deden in totaal 135 judoka's uit 19 landen deel.

## Medaillewinnaars

### Mannen
| Gewichtsklasse             | Goud            | Zilver            | Brons             |
| -------------------------- | --------------- | ----------------- | ----------------- |
| Extra-lichtgewicht – 60 kg | Lenin Preciado  | Felipe Kitadai    | John Futtinico    |
| Extra-lichtgewicht – 60 kg | Lenin Preciado  | Felipe Kitadai    | Yandry Torres     |
| Half-lichtgewicht – 66 kg  | Charles Chibana | Antoine Bouchard  | Carlos Tondique   |
| Half-lichtgewicht – 66 kg  | Charles Chibana | Antoine Bouchard  | Fernando González |
| Lichtgewicht – 73 kg       | Magdiel Estrada | Alejandro Clara   | Augusto Miranda   |
| Lichtgewicht – 73 kg       | Magdiel Estrada | Alejandro Clara   | Arthur Margelidon |
| Halfmiddengewicht – 81 kg  | Travis Stevens  | Iván Felipe Silva | Pedro Castro      |
| Halfmiddengewicht – 81 kg  | Travis Stevens  | Iván Felipe Silva | Victor Penalber   |
| Middengewicht – 90 kg      | Tiago Camilo    | Asley González    | Jacob Larsen      |
| Middengewicht – 90 kg      | Tiago Camilo    | Asley González    | Isao Cardenas     |
| Halfzwaargewicht – 100 kg  | Luciano Corrêa  | Marc Deschenes    | Héctor Campos     |
| Halfzwaargewicht – 100 kg  | Luciano Corrêa  | Marc Deschenes    | José Armenteros   |
| Zwaargewicht + 100 kg      | David Moura     | Freddy Figueroa   | Alex García       |
| Zwaargewicht + 100 kg      | David Moura     | Freddy Figueroa   | José Cuevas       |

### Vrouwen
| Gewichtsklasse             | Goud             | Zilver                      | Brons             |
| -------------------------- | ---------------- | --------------------------- | ----------------- |
| Extra-lichtgewicht – 48 kg | Dayaris Mestre   | Paula Pareto                | Edna Carrillo     |
| Extra-lichtgewicht – 48 kg | Dayaris Mestre   | Paula Pareto                | Nathália Brigida  |
| Half-lichtgewicht – 52 kg  | Érika Miranda    | Ecaterina Guica             | Angelica Delgado  |
| Half-lichtgewicht – 52 kg  | Érika Miranda    | Ecaterina Guica             | Gretter Romero    |
| Lichtgewicht – 57 kg       | Marti Malloy     | Catherine Beauchemin-Pinard | Rafaela Silva     |
| Lichtgewicht – 57 kg       | Marti Malloy     | Catherine Beauchemin-Pinard | Aliuska Ojeda     |
| Halfmiddengewicht – 63 kg  | Estefania García | Stéfanie Tremblay           | Maylin del Toro   |
| Halfmiddengewicht – 63 kg  | Estefania García | Stéfanie Tremblay           | Mariana Silva     |
| Middengewicht – 70 kg      | Kelita Zupancic  | Onix Cortés                 | Maria Portela     |
| Middengewicht – 70 kg      | Kelita Zupancic  | Onix Cortés                 | Yuri Alvear       |
| Halfzwaargewicht – 78 kg   | Kayla Harrison   | Mayra Aguiar                | Yalennis Castillo |
| Halfzwaargewicht – 78 kg   | Kayla Harrison   | Mayra Aguiar                | Catherine Roberge |
| Zwaargewicht + 78 kg       | Idalys Ortiz     | Vanessa Zambotti            | Maria Altheman    |
| Zwaargewicht + 78 kg       | Idalys Ortiz     | Vanessa Zambotti            | Nina Cutro-Kelly  |

## Medaillespiegel
| Plaats | Land             | Goud | Zilver | Brons | Totaal |
| 1      | Brazilië         | 5    | 2      | 6     | 13     |
| 2      | Cuba             | 3    | 3      | 8     | 14     |
| 3      | Verenigde Staten | 3    | 0      | 3     | 6      |
| 4      | Ecuador          | 2    | 1      | 0     | 3      |
| 5      | Canada           | 1    | 5      | 2     | 8      |
| 6      | Argentinië       | 0    | 2      | 2     | 4      |
| 7      | Mexico           | 0    | 1      | 3     | 4      |
| 8      | Colombia         | 0    | 0      | 3     | 3      |
| 9      | Puerto Rico      | 0    | 0      | 1     | 1      |
| Totaal | Totaal           | 14   | 14     | 28    | 56     |